# Nederland op de Olympische Winterspelen 1988

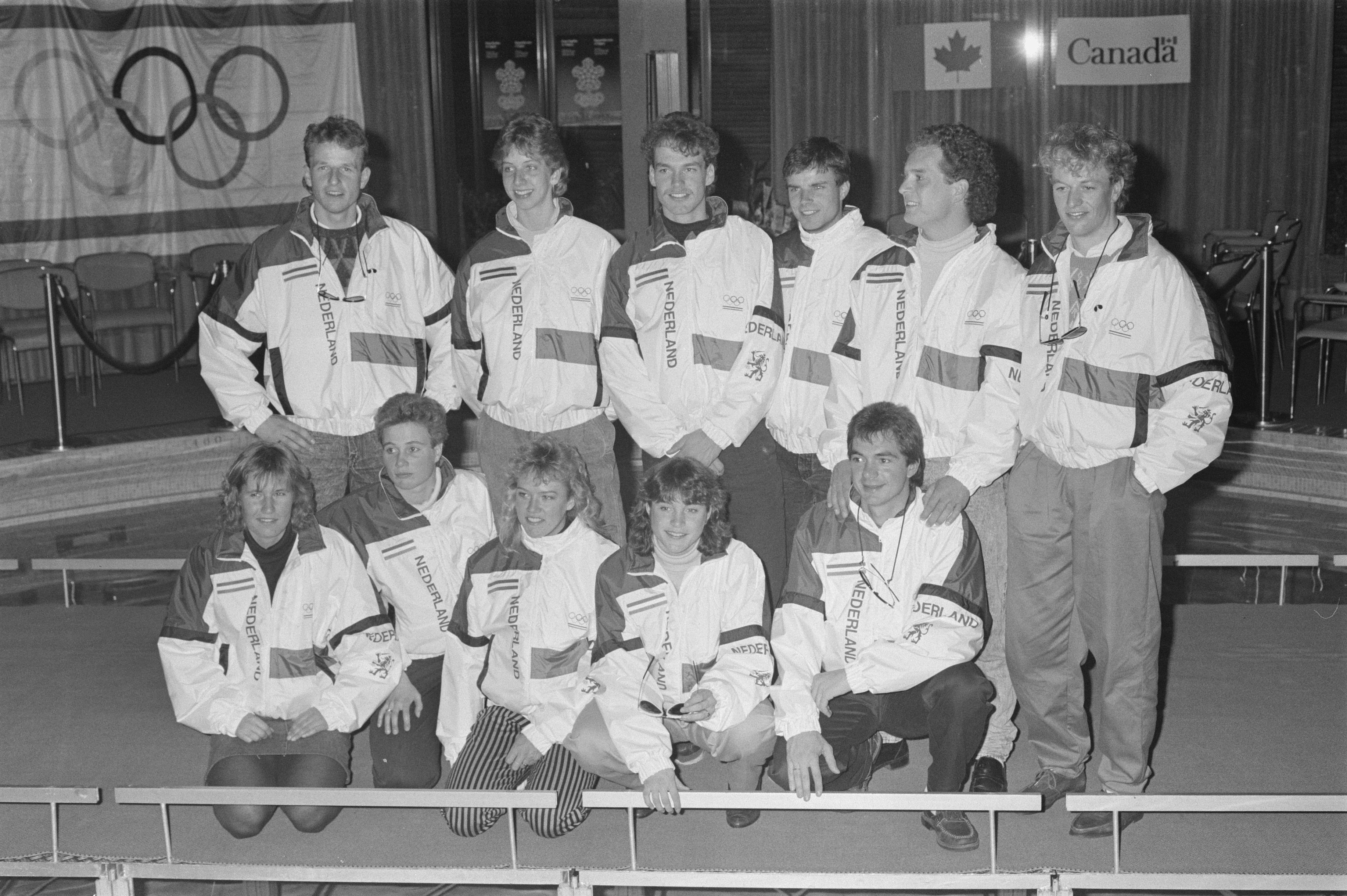
De Nederlandse olympische ploeg in januari 1988.

Tijdens de Olympische Winterspelen van 1988 die in Calgary, Canada werden gehouden nam Nederland voor de dertiende keer deel. Elf olympiërs namen deel bij het schaatsen. Voor Hein Vergeer, Jan Ykema en Yvonne van Gennip was het hun tweede deelname, de andere acht debuteerden. De Chef de mission voor deze spelen was Wim Cornelis. Nadat in 1984 de medaille teller op nul was blijven staan werden er deze editie zeven medailles gewonnen. Van Gennip werd de "koningin van de Spelen" met haar drie gouden medailles.

## Medailleoverzicht
| Sport     | Olympiër          | Discipline   | Medaille |
| --------- | ----------------- | ------------ | -------- |
| Schaatsen | Yvonne van Gennip | 1500 m (v)   | Goud     |
| Schaatsen | Yvonne van Gennip | 3000 m (v)   | Goud     |
| Schaatsen | Yvonne van Gennip | 5000 m (v)   | Goud     |
| Schaatsen | Jan Ykema         | 500 m (m)    | Zilver   |
| Schaatsen | Leo Visser        | 5000 m (m)   | Zilver   |
| Schaatsen | Gerard Kemkers    | 5000 m (m)   | Brons    |
| Schaatsen | Leo Visser        | 10.000 m (m) | Brons    |

## Deelnemers en resultaten

### Schaatsen
| Olympiër (deelname) | Discipline   | Resultaat | Prestatie         |
| ------------------- | ------------ | --------- | ----------------- |
| Menno Boelsma       | 500 m (m)    | 16e       | 37,52 (+1,07)     |
| Menno Boelsma       | 1000 m (m)   | 24e       | 1.15,34 (+2,31)   |
| Herbert Dijkstra    | 5000 m (m)   | 13e       | 6.54,63 (+10,00)  |
| Herbert Dijkstra    | 10.000 m (m) | 11e       | 14.22,53 (+34,33) |
| Gerard Kemkers      | 5000 m (m)   | Brons     | 6.45,92 (+1,29)   |
| Gerard Kemkers      | 10.000 m (m) | 5e        | 14.08,34 (+20,14) |
| Hein Vergeer        | 500 m (m)    | 24e       | 37,80 (+1,35)     |
| Hein Vergeer        | 1000 m (m)   | 15e       | 1.14,62 (+1,59)   |
| Hein Vergeer        | 1500 m (m)   | 27e       | 1.56,63 (+4,57)   |
| Leo Visser          | 5000 m (m)   | Zilver    | 6.44,98 (+0,35)   |
| Leo Visser          | 10.000 m (m) | Brons     | 14.00,55 (+12,35) |
| Jan Ykema           | 500 m (m)    | Zilver    | 36,76 (+0,31)     |
| Jan Ykema           | 1000 m (m)   | dnf       | opgave            |
|                     |              |           |                   |
| Christine Aaftink   | 500 m (v)    | 17e       | 41,22 (+2,12)     |
| Christine Aaftink   | 1000 m (v)   | 12e       | 1.21,63 (+3,98)   |
| Yvonne van Gennip   | 1500 m (v)   | Goud      | 2.00,68           |
| Yvonne van Gennip   | 3000 m (v)   | Goud      | 4.11,94           |
| Yvonne van Gennip   | 5000 m (v)   | Goud      | 7.14,13           |
| Ingrid Haringa      | 500 m (v)    | 15e       | 41,12 (+2,02)     |
| Ingrid Haringa      | 1000 m (v)   | 21e       | 1.23,15 (+5,50)   |
| Ingrid Paul         | 3000 m (v)   | dq        | gediskwalificeerd |
| Ingrid Paul         | 5000 m (v)   | 14e       | 7.40,67 (+26,54)  |
| Marieke Stam        | 1500 m (v)   | 12e       | 2.07,00 (+6,32)   |
| Marieke Stam        | 3000 m (v)   | 16e       | 4.28,92 (+16,98)  |
| Marieke Stam        | 5000 m (v)   | 13e       | 7.38,02 (+23,89)  |

Amerikaanse Maagdeneilanden · Andorra · Argentinië · Australië · België · Bolivia · Bondsrepubliek Duitsland · Bulgarije · Canada · Chili · China · Chinees Taipei · Costa Rica · Cyprus · Denemarken · Duitse Democratische Republiek · Fiji · Filipijnen · Finland · Frankrijk · Griekenland · Groot-Brittannië · Guam · Guatemala · Hongarije · IJsland · India · Italië · Jamaica · Japan · Joegoslavië · Libanon · Liechtenstein · Luxemburg · Marokko · Mexico · Monaco · Mongolië · Nederland · Nederlandse Antillen · Nieuw-Zeeland · Noord-Korea · Noorwegen · Oostenrijk · Polen · Portugal · Puerto Rico · Roemenië · San Marino · Sovjet-Unie · Spanje · Tsjecho-Slowakije · Turkije · Verenigde Staten · Zuid-Korea · Zweden · Zwitserland